# Вулиця Вернадського (Біла Церква)
Вулиця Вернадського  — одна з вулиць у місті Біла Церква.
Бере свій початок з вулиці Тимірязєва і закінчується виходом до вулиці Таращанська. Назва на честь українського природознавеця, мислителя, засновника геохімії, біогеохімії та радіогеології, одного із засновників Української Академії наук — Вернадського Володимира Івановича.